# Phrissura
Phrissura is een geslacht van vlinders uit de familie van de witjes (Pieridae). De naam Phrissura werd in 1870 voorgesteld door Arthur Gardiner Butler.

## Soorten
- Phrissura cynis (Hewitson, 1866) = Pieris aegis C. & R. Felder, 1861